# Чапараль

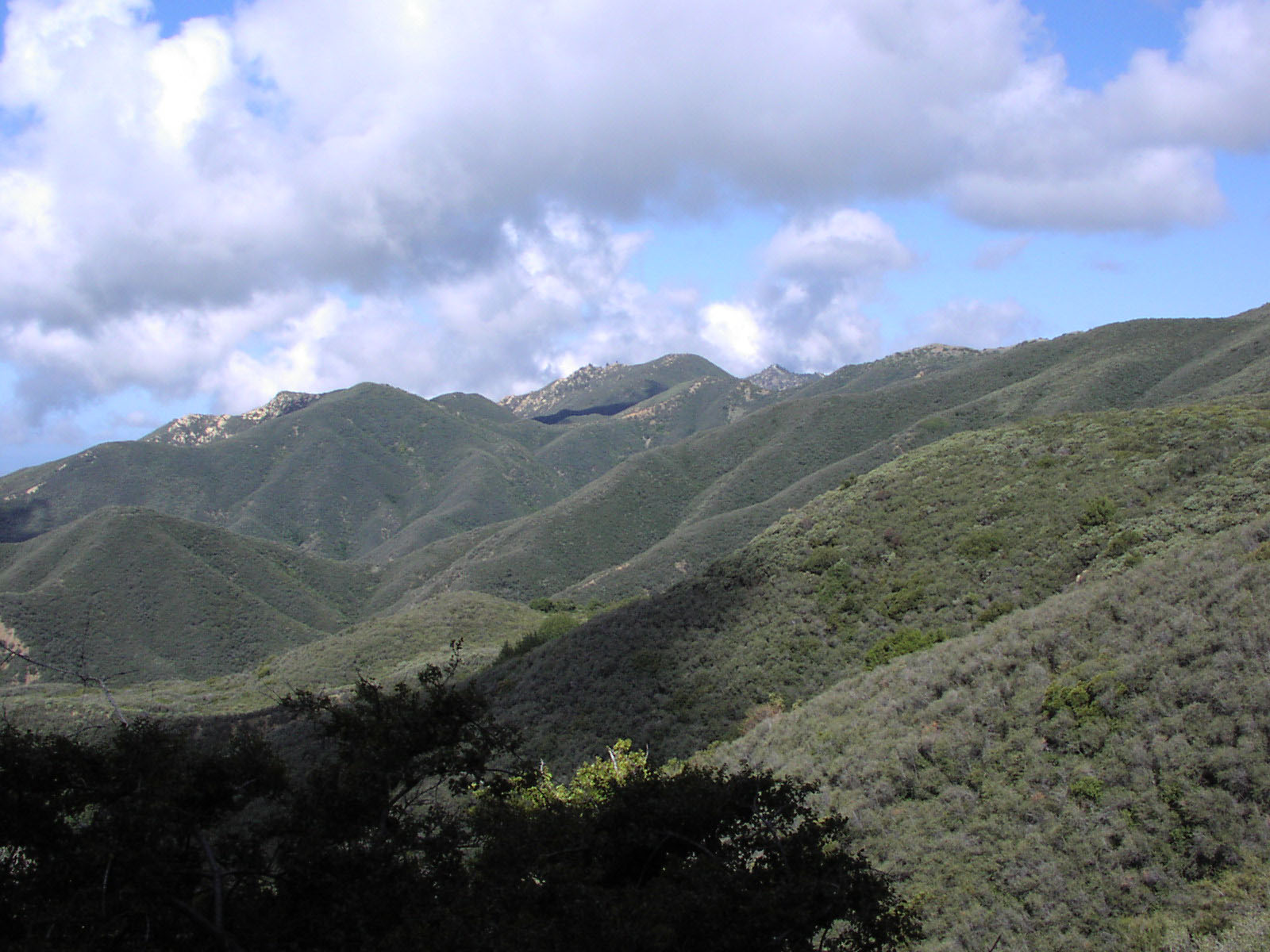

Чапара́ль (чапарраль, чапаррель, чапарель, исп. chaparral, от chaparro — «заросли кустарникового дуба») — тип субтропической жестколистной кустарниковой растительности. Распространён в узкой полосе Тихоокеанского побережья Калифорнии и на Севере Мексиканского нагорья, на высоте 600—2400 м.
Подобные биомы находятся и в четырёх других регионах Средиземноморского климата во всем мире, в том числе Средиземноморского бассейна (где он известен как маквис, маккия, maquis), центральной части Чили (где он называется Matorral), в Капской области ЮАР (мыс Доброй Надежды) (известен там как финбош) и на юго-востоке и юго-западе Австралии.
Отсутствие деревьев не связано с деятельностью человека, хотя ряд исследователей рассматривает чапараль, подобно маквису, как стадию деградации дубовых вечнозелёных лесов. Заросли чапараля достигают в высоту 3—4 м.
Наиболее типичной для чапараля является аденостома (Adenostoma fasciculatus), образующая чистые естественные насаждения. Широко распространены заросли кустарниковых вечнозелёных дубов, толокнянок (18 видов), представителей родов сумах, цеанотус (25 видов) и другие. У верхней границы чапараля увеличивается доля листопадных видов дуба, ирги, церциса.